# Commanders de Washington
Pour les articles homonymes, voir Redskins.
Stade
Maillots
Super Bowl XVII - XXII - XXVI
Champion NFL 1937 - 1942
Saison en cours
Les Commanders de Washington ou Washington Commanders en anglais (anciennement Redskins de Washington et Washington Football Team) sont une franchise de la National Football League (NFL) basée dans la région métropolitaine de Washington. Son siège et son centre de formation se trouvent au Redskins Park d'Ashburn dans l'État de Virginie. Elle joue ses matchs à domicile au Northwest Stadium situé à Landover dans l'État du Maryland.
La franchise a remporté cinq titres de champion national (deux avant la fusion NFL-AFL en 1937 et 1942 ainsi que les Super Bowls XVII, XXII, et XXVI), 15 titres de champion de division et six championnats de conférence NFL.
Elle a également joué et perdu les finales nationales en 1936, 1940, 1943 et 1945, ainsi que les Super Bowl VII et XVIII.
Selon le magazine Forbes, la franchise de Washington est évaluée à environ 3,1 milliards de dollars, ce qui la classe 5e franchise sportive de la NFL et 14e mondiale. Washington a été la première équipe NFL à posséder une fanfare dénommée à l'époque Washington Redskins Marching Band (actuellement Washington Commanders Marching Band (en)) ainsi qu'un hymne officiel (il n'est plus utilisé depuis 2019) dénommé Hail to the Redskins (en).
En mai 2023, un groupe de vingt investisseurs représentés par Josh Harris (en) rachète la franchise de Washington détenue par Daniel Snyder pour une montant de 6,05 milliards de dollars américains,.

## Nom de la franchise
En anglais, Red Skins signifie « Peaux Rouges ». Il s'agit d'un terme utilisé pour désigner les Amérindiens de façon péjorative. La franchise de la capitale fédérale américaine, utilise le terme « Redskins » à la fois dans le nom et les surnoms depuis 1933 à l'époque où l'équipe était encore les « Redskins » de Boston. Auparavant, elle utilisait le terme anglais Braves, qui a la même signification qu'en français, mais est aussi utilisé pour désigner les guerriers amérindiens. Le nom Red Skins est conservé en 1937, après la relocalisation de la franchise dans la région métropolitaine de Washington.
Le logo a été conçu en 1971 par Walter Wetzel, un membre du conseil de la Confédération des Pieds-Noirs (Pikunis), dont les descendants remettent en question son retrait,. Wetzel aurait utilisé  John Two Guns White Calf (en), un chef tribal de cette Nation des Grandes Plaines du Montana, comme inspiration pour l'illustration de profil.
Aux États-Unis, une controverse existe depuis la fin des années 80 au sujet des surnoms faisant directement référence aux amérindiens et à leur culture, les communautés natives américaines demandant des changements de surnom, de nom ou toute autres références, qu'elles considèrent comme étant insultant. Il est également question de la mascotte, des différents logos et donc de manière globale, de toute l'image et représentation de la franchise. Ce débat est aussi présent dans les autres ligues professionnelles.
En 2013, la question du nom de la franchise resurgit. Cependant, la NFL et Daniel Snyder (propriétaire de la franchise) réfutent le caractère offensant du nom de la franchise, soulignant le respect des traditions et indiquant que selon des sondages effectués auprès des communautés natives, le nom Red Skins n’était pas perçu comme péjoratif. Daniel Snyder déclare en 2013 dans la presse, qu'il ne changera « jamais » le surnom de l'équipe.
En 2020, à la suite du meurtre de George Floyd, un important mouvement en faveur des minorités remet en avant la question de la représentation de la minorité amérindienne. La pression d'importants commanditaires comme FedEx ou Nike conduit la franchise à accepter le changement de son nom. Le 13 juillet 2020, la franchise annonce officiellement l'abandon du nom « Redskins » et des logos associés. Un nouveau nom provisoire, Washington Football Team est adopté le même mois, initialement pour la saison 2020, puis finalement également pour 2021,.
Le 2 février 2022, la franchise est officiellement rebaptisée « Commanders de Washington ».

## Identité visuelle

Ancien casque.
Ancien logo.
Ancienne marque Redskins (1972-2020).
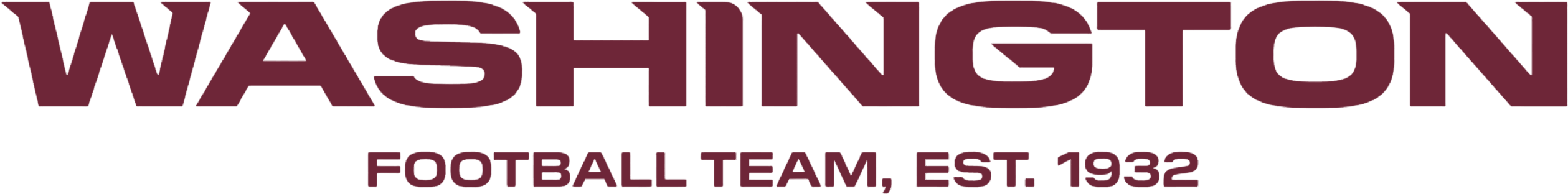
Marque temporaire (2020-2021)
Nouvelle marque déposée (2022)
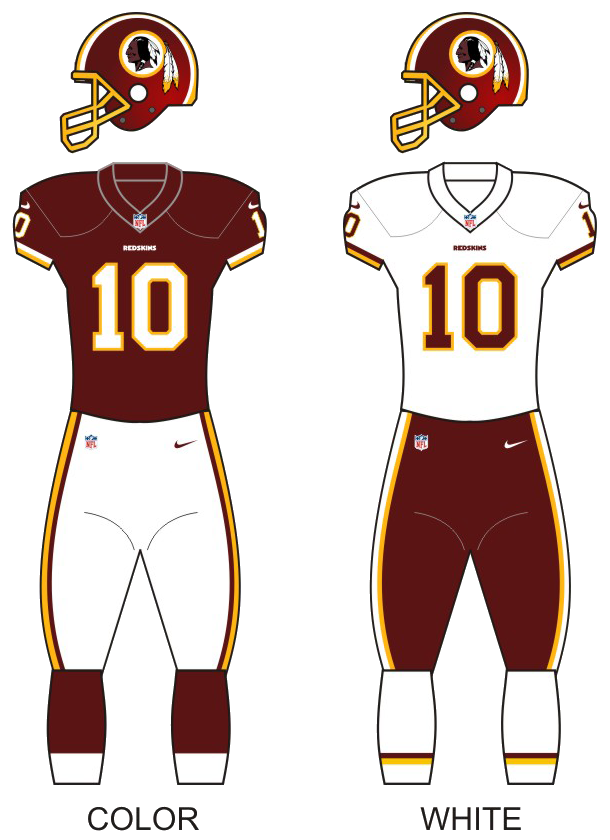
Uniformes utilisés jusqu'en fin de saison 2019.
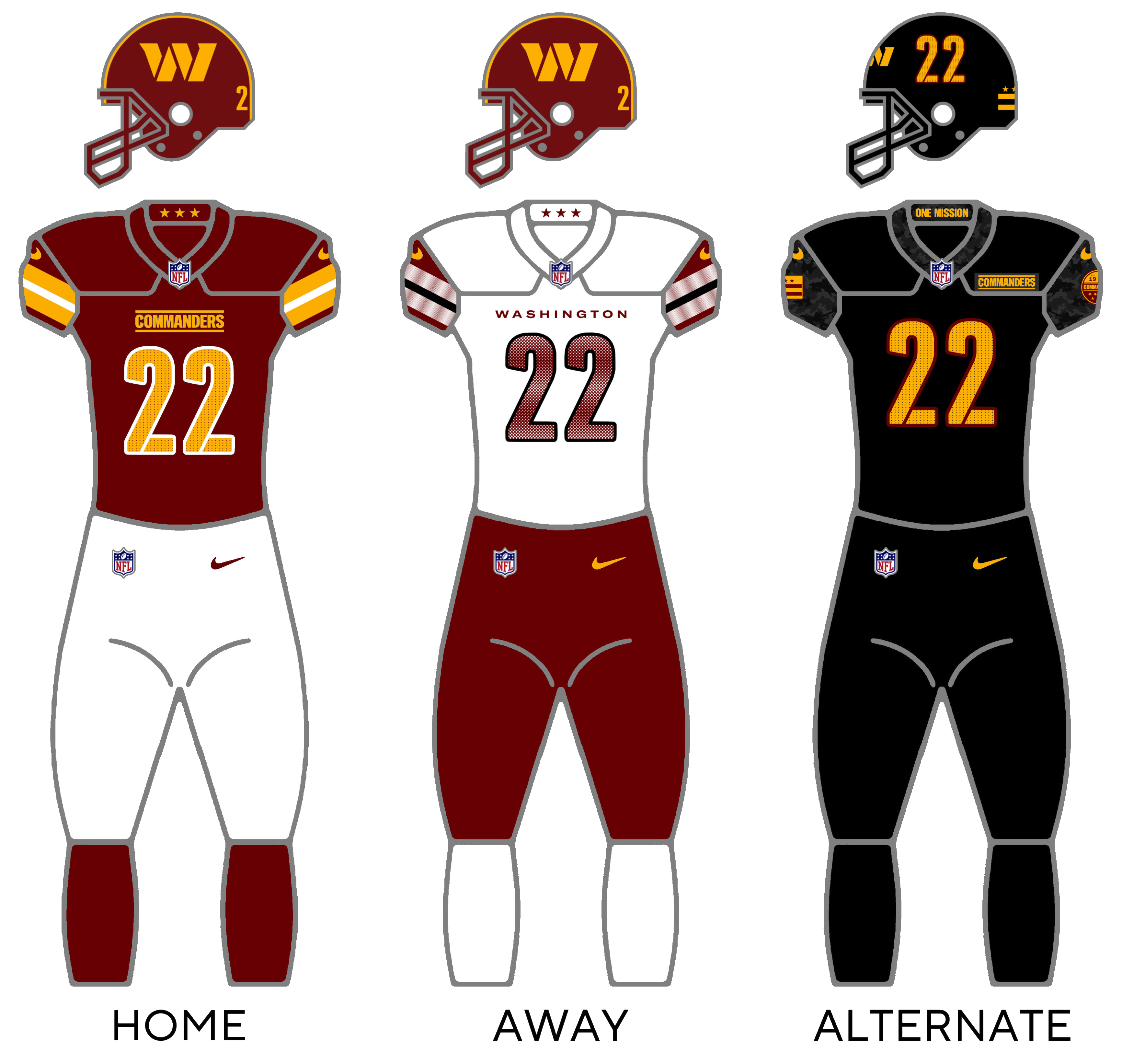
Uniformes des Commanders en 2022 et 2023.

## Palmarès
- Super Bowl (3) : 1982 (XVII), 1987 (XXII), 1991 (XXVI)
- Champion de Conférence NFC (5) : 1972, 1982, 1983, 1987, 1991
- Champion de division (16) :
  - NFL East (6) : 1936, 1937, 1940, 1942, 1943, 1945 ;
  - NFC East (10) : 1972, 1982, 1983, 1984, 1987, 1991, 1999, 2012, 2015, 2020

## Historique
La franchise fut fondée en 1932 sous le nom de « Boston Braves » puis de « Boston Redskins » (1933-1936). La franchise déménage de Boston à Washington en 1936.
Les Redskins ont remporté trois Super Bowl en janvier 1983, janvier 1988 et janvier 1992. Avant la mise en place du Super Bowl, les Redskins furent champions de la NFL en 1937 et 1942.

## Rivalités
- Cowboys de Dallas
- Eagles de Philadelphie
- Giants de New York

## Les entraîneurs
| Années    | Entraîneurs     |
| --------- | --------------- |
| 1932      | Lud Wray        |
| 1935      | Eddie Casey     |
| 1936-1942 | Ray Flaherty    |
| 1943      | Dutch Bergman   |
| 1944-1945 | Dudley DeGroot  |
| 1946-1948 | Turk Edwards    |
| 1949      | John Whelchel   |
| 1949-1951 | Herman Ball     |
| 1951      | Dick Todd       |
| 1952-1953 | Curly Lambeau   |
| 1954-1958 | John Kuharich   |
| 1959-1960 | Mike Nixon (en) |
| 1961-1965 | Bill McPeak     |
| 1966-1968 | Otto Graham     |
| 1969      | Vince Lombardi  |

| Années         | Entraîneurs          |
| -------------- | -------------------- |
| 1970           | Bill Austin          |
| 1971-1977      | George Allen         |
| 1978-1980      | Jack Pardee          |
| 1981-1992      | Joe Gibbs            |
| 1993           | Richie Petitbon      |
| 1994-2000      | Norv Turner          |
| 2000           | Terry Robiskie       |
| 2001           | Marty Schottenheimer |
| 2002-2003      | Steve Spurrier       |
| 2004-2008      | Joe Gibbs            |
| 2008-2009      | Jim Zorn             |
| 2010-2013      | Mike Shanahan        |
| 2014-2019      | Jay Gruden           |
| 2019 (interim) | Bill Callahan        |
| 2020-          | Ron Rivera           |

## Bilan saison par saison
| Saison                   | Vic.                                                     | Déf.                                                     | Nuls                                                     | Classement                                                                       | Séries éliminatoires |
| ------------------------ | -------------------------------------------------------- | -------------------------------------------------------- | -------------------------------------------------------- | -------------------------------------------------------------------------------- | --- |
| Braves de Boston         |                                                          |                                                          |                                                          |                                                                                  | |
| 1932                     | 4                                                        | 4                                                        | 2                                                        | 4e                                                                               | -- |
| Redskins de Boston       |                                                          |                                                          |                                                          |                                                                                  | |
| 1933                     | 5                                                        | 5                                                        | 2                                                        | 3e NFL Div. East                                                                 | -- |
| 1934                     | 6                                                        | 6                                                        | 0                                                        | 2e NFL Div. East                                                                 | -- |
| 1935                     | 2                                                        | 8                                                        | 1                                                        | 4e NFL Div. East                                                                 | -- |
| 1936                     | 6                                                        | 5                                                        | 0                                                        | 1er NFL Div. East                                                                | Défaite en finale de la NFL (Packers de Green Bay) 6–21 |
| Redskins de Washington   |                                                          |                                                          |                                                          |                                                                                  | |
| 1937                     | 8                                                        | 3                                                        | 0                                                        | 1er NFL Div. East                                                                | Victoire en finale de la NFL (1) (@ Bears de Chicago) 28–21 |
| 1938                     | 6                                                        | 3                                                        | 2                                                        | 2e NFL Div. East                                                                 | -- |
| 1939                     | 8                                                        | 2                                                        | 1                                                        | 2e NFL Div. East                                                                 | -- |
| 1940                     | 9                                                        | 2                                                        | 0                                                        | 1er NFL Div. East                                                                | Défaite en finale de la NFL (Bears de Chicago) 0–73 |
| 1941                     | 6                                                        | 5                                                        | 0                                                        | 3e NFL Div. East                                                                 | -- |
| 1942                     | 10                                                       | 1                                                        | 0                                                        | 1er NFL Div. East                                                                | Victoire en finale de la NFL (2) (Bears de Chicago) 14–6 |
| 1943                     | 6                                                        | 3                                                        | 1                                                        | 1er NFL Div. East                                                                | Victoire en tour de division (@ Giants de New York) 28–0 Défaite en finale de la NFL (@ Bears de Chicago) 21–41 |
| 1944                     | 6                                                        | 3                                                        | 1                                                        | 3e NFL Div. East                                                                 | -- |
| 1945                     | 8                                                        | 2                                                        | 0                                                        | 1er NFL Div. East                                                                | Défaite en finale de la NFL (@ Rams de Los Angeles) 14–15 |
| 1946                     | 5                                                        | 5                                                        | 1                                                        | 3e NFL Div. East                                                                 | -- |
| 1947                     | 4                                                        | 8                                                        | 0                                                        | 4e NFL Div. East                                                                 | -- |
| 1948                     | 7                                                        | 5                                                        | 0                                                        | 2e NFL Div. East                                                                 | -- |
| 1949                     | 4                                                        | 7                                                        | 1                                                        | 4e NFL Div. East                                                                 | -- |
| 1950                     | 3                                                        | 9                                                        | 0                                                        | 6e NFL Conf. American                                                            | -- |
| 1951                     | 5                                                        | 7                                                        | 0                                                        | 3e NFL Conf. American                                                            | -- |
| 1952                     | 4                                                        | 8                                                        | 0                                                        | 5e NFL Conf. American                                                            | -- |
| 1953                     | 6                                                        | 5                                                        | 1                                                        | 3e NFL Conf. Eastern                                                             | -- |
| 1954                     | 3                                                        | 9                                                        | 0                                                        | 5e NFL Conf. Eastern                                                             | -- |
| 1955                     | 8                                                        | 4                                                        | 0                                                        | 2e NFL Conf. Eastern                                                             | -- |
| 1956                     | 6                                                        | 6                                                        | 0                                                        | 3e NFL Conf. Eastern                                                             | -- |
| 1957                     | 5                                                        | 6                                                        | 1                                                        | 4e NFL Conf. Eastern                                                             | -- |
| 1958                     | 4                                                        | 7                                                        | 1                                                        | 4e NFL Conf. Eastern                                                             | -- |
| 1959                     | 3                                                        | 9                                                        | 0                                                        | 5e NFL Conf. Eastern                                                             | -- |
| 1960                     | 1                                                        | 9                                                        | 2                                                        | 6e NFL Conf. Eastern                                                             | -- |
| 1961                     | 1                                                        | 12                                                       | 1                                                        | 7e NFL Conf. Eastern                                                             | -- |
| 1962                     | 5                                                        | 7                                                        | 2                                                        | 4e NFL Conf. Eastern                                                             | -- |
| 1963                     | 3                                                        | 11                                                       | 0                                                        | 6e NFL Conf. Eastern                                                             | -- |
| 1964                     | 6                                                        | 8                                                        | 0                                                        | 3e NFL Conf. Eastern                                                             | -- |
| 1965                     | 6                                                        | 8                                                        | 0                                                        | 4e NFL Conf. Eastern                                                             | -- |
| Fusion AFL-NFL           |                                                          |                                                          |                                                          |                                                                                  | |
| 1966                     | 7                                                        | 7                                                        | 0                                                        | 5e Conf. Eastern                                                                 | -- |
| 1967                     | 5                                                        | 6                                                        | 3                                                        | 3e Eastern Capitol                                                               | -- |
| 1968                     | 5                                                        | 9                                                        | 0                                                        | 3e Eastern Capitol                                                               | -- |
| 1969                     | 7                                                        | 5                                                        | 2                                                        | 2e Eastern Capitol                                                               | -- |
| 1970                     | 6                                                        | 8                                                        | 0                                                        | 4e NFC East                                                                      | -- |
| 1971                     | 9                                                        | 4                                                        | 1                                                        | 2e NFC East                                                                      | Défaite en tour de division (@ 49ers de San Francisco) 24-20 |
| 1972                     | 11                                                       | 3                                                        | 0                                                        | 1er NFC East                                                                     | Victoire en tour de division (Packers de Green Bay) 16–3 Victoire en finale de conférence NFC (Cowboys de Dallas) 26–3 Défaite au Super Bowl VII : Dolphins de Miami 14-7                                                                                                |
| 1973                     | 10                                                       | 4                                                        | 0                                                        | 2e NFC East                                                                      | Défaite en tour de division (@ Vikings du Minnesota) 27-20 |
| 1974                     | 10                                                       | 4                                                        | 0                                                        | 2er NFC East                                                                     | Défaite en tour de division (@ Rams de Los Angeles) 19-10 |
| 1975                     | 8                                                        | 6                                                        | 0                                                        | 3e NFC East                                                                      | -- |
| 1976                     | 10                                                       | 4                                                        | 0                                                        | 2e NFC East                                                                      | Défaite en tour de division (@ Vikings du Minnesota) 35-20 |
| 1977                     | 9                                                        | 5                                                        | 0                                                        | 2e NFC East                                                                      | -- |
| 1978                     | 8                                                        | 8                                                        | 0                                                        | 3e NFC East                                                                      | -- |
| 1979                     | 10                                                       | 6                                                        | 0                                                        | 3e NFC East                                                                      | -- |
| 1980                     | 6                                                        | 10                                                       | 0                                                        | 3e NFC East                                                                      | -- |
| 1981                     | 8                                                        | 8                                                        | 0                                                        | 4e NFC East                                                                      | -- |
| 1982                     | 8                                                        | 1                                                        | 0                                                        | 1er conférence NFC                                                               | Victoire au premier tour de la série éliminatoire (Lions de Détroit) 31–7 Victoire au second tour de série éliminatoire (Vikings du Minnesota) 21–7 Victoire en finale de conférence NFC (Cowboys de Dallas) 31–17 Victoire au Super Bowl XVII : Dolphins de Miami 27-17 |
| 1983                     | 14                                                       | 2                                                        | 0                                                        | 1er NFC East                                                                     | Victoire en tour de division (Rams de Los Angeles) 51–7 Victoire en finale de conférence NFC (49ers de San Francisco) 24–21 Défaite au Super Bowl XVIII : Raiders de Los Angeles 38-9                                                                                    |
| 1984                     | 11                                                       | 5                                                        | 0                                                        | 1er NFC East                                                                     | Défaite en tour de division (Bears de Chicago) 23-19 |
| 1985                     | 10                                                       | 6                                                        | 0                                                        | 3e NFC East                                                                      | -- |
| 1986                     | 12                                                       | 4                                                        | 0                                                        | 2e NFC East                                                                      | Victoire en tour de wild card (Rams de Los Angeles) 19–7 Victoire en tour de division (@ Bears de Chicago) 27–13 Défaite en finale de conférence NFC (@ Giants de New York) 17-0                                                                                         |
| 1987                     | 11                                                       | 4                                                        | 0                                                        | 1er NFC East                                                                     | Victoire en tour de division (@ Bears de Chicago) 21–17 Victoire en finale de conférence NFC (Vikings du Minnesota) 17–10 Victoire au Super Bowl XXII : Broncos de Denver 42-10                                                                                          |
| 1988                     | 7                                                        | 9                                                        | 0                                                        | 3e NFC East                                                                      | -- |
| 1989                     | 10                                                       | 6                                                        | 0                                                        | 3e NFC East                                                                      | -- |
| 1990                     | 10                                                       | 6                                                        | 0                                                        | 3e NFC East                                                                      | Victoire en tour de wild card (@ Eagles de Philadelphie) 20–6 Défaite en tour de division (@ 49ers de San Francisco) 28-10 |
| 1991                     | 14                                                       | 2                                                        | 0                                                        | 1er NFC East                                                                     | Victoire en tour de division (Falcons) 24–7 Victoire en finale de conférence NFC (Lions) 41–10 Victoire au Super Bowl XXVI (Bills de Buffalo) 37-24 |
| 1992                     | 9                                                        | 7                                                        | 0                                                        | 3e NFC East                                                                      | Victoire en tour de wild card (@ Vikings du Minnesota) 24–7 Défaite en tour de division (@ 49ers de San Francisco) 20-13 |
| 1993                     | 4                                                        | 12                                                       | 0                                                        | 5e NFC East                                                                      | -- |
| 1994                     | 3                                                        | 13                                                       | 0                                                        | 5e NFC East                                                                      | -- |
| 1995                     | 6                                                        | 10                                                       | 0                                                        | 3e NFC East                                                                      | -- |
| 1996                     | 9                                                        | 7                                                        | 0                                                        | 3e NFC East                                                                      | -- |
| 1997                     | 8                                                        | 7                                                        | 1                                                        | 2e NFC East                                                                      | -- |
| 1998                     | 6                                                        | 10                                                       | 0                                                        | 4e NFC East                                                                      | -- |
| 1999                     | 10                                                       | 6                                                        | 0                                                        | 1er NFC East                                                                     | Victoire en tour de wild card (Lions de Détroit) 27–13 Défaite en tour de division (@ Buccaneers de Tampa Bay) 14-13 |
| 2000                     | 8                                                        | 8                                                        | 0                                                        | 3e NFC East                                                                      | -- |
| 2001                     | 8                                                        | 8                                                        | 0                                                        | 2e NFC East                                                                      | -- |
| 2002                     | 7                                                        | 9                                                        | 0                                                        | 3e NFC East                                                                      | -- |
| 2003                     | 5                                                        | 11                                                       | 0                                                        | 3e NFC East                                                                      | -- |
| 2004                     | 6                                                        | 10                                                       | 0                                                        | 4e NFC East                                                                      | -- |
| 2005                     | 10                                                       | 6                                                        | 0                                                        | 2e NFC East                                                                      | Victoire en tour de wild card (@ Buccaneers de Tampa Bay) 17–10 Défaite en tour de division (@ Seahawks de Seattle) 20-10 |
| 2006                     | 5                                                        | 11                                                       | 0                                                        | 4e NFC East                                                                      | -- |
| 2007                     | 9                                                        | 7                                                        | 0                                                        | 3e NFC East                                                                      | Défaite en tour de wild card (@ Seahawks de Seattle) 35-14 |
| 2008                     | 8                                                        | 8                                                        | 0                                                        | 4e NFC East                                                                      | -- |
| 2009                     | 4                                                        | 12                                                       | 0                                                        | 4e NFC East                                                                      | -- |
| 2010                     | 6                                                        | 10                                                       | 0                                                        | 4e NFC East                                                                      | -- |
| 2011                     | 5                                                        | 11                                                       | 0                                                        | 4e NFC East                                                                      | -- |
| 2012                     | 10                                                       | 6                                                        | 0                                                        | 1er NFC East                                                                     | Défaite en tour de wild card (Seahawks de Seattle) 24-14 |
| 2013                     | 3                                                        | 13                                                       | 0                                                        | 4e NFC East                                                                      | -- |
| 2014                     | 4                                                        | 12                                                       | 0                                                        | 4e NFC East                                                                      | -- |
| 2015                     | 9                                                        | 7                                                        | 0                                                        | 1er NFC East                                                                     | Défaite en tour de wild card (Packers de Green Bay) 35-18 |
| 2016                     | 8                                                        | 7                                                        | 1                                                        | 3e NFC East                                                                      | -- |
| 2017                     | 7                                                        | 9                                                        | 0                                                        | 3e NFC East                                                                      | -- |
| 2018                     | 7                                                        | 9                                                        | 0                                                        | 3e NFC East                                                                      | -- |
| 2019                     | 3                                                        | 13                                                       | 0                                                        | 4e NFC East                                                                      | -- |
| Washington Football Team |                                                          |                                                          |                                                          |                                                                                  | |
| 2020                     | 7                                                        | 9                                                        | 0                                                        | 1er NFC East                                                                     | Défaite en tour de Wild Card (@ Buccaneers de Tampa Bay) 31-23 |
| 2021                     | 7                                                        | 10                                                       | 0                                                        | 3e NFC East                                                                      | -- |
| Commanders de Washington |                                                          |                                                          |                                                          |                                                                                  | |
| 2022                     | 8                                                        | 8                                                        | 1                                                        | 4e NFC East                                                                      | -- |
| 2023                     | 4                                                        | 13                                                       | 0                                                        | 4e NFC East                                                                      | -- |
| 2024                     | 12                                                       | 5                                                        | 0                                                        | 2e NFC East                                                                      | Victoire en tour de wild card (@ Buccaneers de Tampa Bay) 23-20 Victoire en tour de division (@ Lions de Détroit) 45-31 Défaite en finale de conférence NFC (@ Eagles de Philadelphie) 23-55                                                                             |
| 2025                     | Ne rien modifier avant la fin complète de la saison 2025 | Ne rien modifier avant la fin complète de la saison 2025 | Ne rien modifier avant la fin complète de la saison 2025 | Ne rien modifier avant la fin complète de la saison 2025                         | Ne rien modifier avant la fin complète de la saison 2025 |
| Totaux                   | 641                                                      | 648                                                      | 29                                                       | Saison régulière (16 titres de division, 5 titres de conférence)                 | Saison régulière (16 titres de division, 5 titres de conférence) |
| Totaux                   | 25                                                       | 21                                                       | -                                                        | Séries éliminatoires                                                             | Séries éliminatoires |
| Totaux                   | 666                                                      | 669                                                      | 29                                                       | Saison régulière + séries éliminatoires (2 titres NFL avant 1966, 3 Super Bowls) | Saison régulière + séries éliminatoires (2 titres NFL avant 1966, 3 Super Bowls) |